# Canon EOS 5D Mark III
Canon EOS 5D Mark III – cyfrowa lustrzanka jednoobiektywowa wyposażona w matrycę światłoczułą CMOS o rozmiarze pełnej klatki i rozdzielczości 22,3 megapiksela, wyprodukowana przez japońską firmę Canon. 
Aparat miał swoją premierę 2 marca 2012 roku jako następca lustrzanki Canon EOS 5D Mark II - w 25. rocznicę wejścia na rynek pierwszego aparatu linii EOS, czyli Canon EOS 650.

## Ulepszenia w porównaniu z modelem Canon EOS 5D Mark II
- 22,3 megapikseli (5760×3840 pikseli) (w porównaniu z 21,1 megapikseli (5616×3744 pikseli) w modelu Mark II)
- 14-bitowy procesor obrazu DIGIC 5+ (w porównaniu z procesorem DIGIC 4)
- zakres ISO 100-25600 z możliwością rozszerzenia do H1 (51200), H2 (102400) (w porównaniu z zakresem 100-6400 z możliwością rozszerzenia do H1 (12800), H2 (25600))
- 61-punktowy autofokus + 41 punktów krzyżowych (w porównaniu z 9-punktowym autofokusem + 6 punktów Assist). System autofokusa w modelu Canon 5D Mark III jest odziedziczony po modelu reporterskim X EOS-1D.[3]
- fotografowanie ciągłe do 6 klatek na sekundę (w porównaniu z 3,9 klatek/s)
- pomiar TTL przy otwartej przysłonie z użyciem 63-strefowego dwuwarstwowego SPC (w porównaniu z pomiarem TTL przy otwartej przysłonie z użyciem 35-strefowego SPC)
- wizjer z pokryciem 100% kadru, w porównaniu z wizjerem z pokryciem 98% kadru
- większy, 3,2-calowy (81 mm) ekran LCD o proporcji 3:2 (w porównaniu z ekranem 3-calowym (76 mm) o proporcji 4:3). To oznacza, że fotografie w modelu EOS 5D Mark III całkowicie wypełniają ekran, podczas gdy w modelu EOS 5D Mark II wyświetlane są z czarnym paskiem na dole wyświetlacza[4]

## Funkcje
- nagrywanie wideo w Full HD z kompresją "intraframe" (maksymalna długość nagrania - do 30 minut)[5]
- prędkość zdjęć seryjnych równa 6 kl/s, utrzymywana w serii 18 plików RAW
- slot kart pamięci CF i SD
- drukowanie bezpośrednie

## Nagrody
- nagroda EISA Award 2012–2013 za najlepszy produkt w kategorii zaawansowanych lustrzanek
- najlepsza lustrzanka cyfrowa z funkcją filmowania: Canon EOS 5D Mark III
- nagroda GOLD AWARD serwisu dpreview.com[6]